# Dramma per musica
Dramma per musica (italsky, doslova: hudební drama, či drama na hudbu, množné číslo: drammi per musica) je termín, který od začátku 17. století označuje italskou operu v období baroka. 

## Historie
Mezi první počiny tohoto žánru patří skladby Jacopa Periho a zejména Claudia Monteverdiho. Její tvůrci měli v úmyslu reagovat proti nadbytku polyfonie, která do té doby převládala, a dosáhnout rafinovaného ideálu, symbolizovaného starořeckou tragédií. Termín byl používán dramatiky v Itálii a i jinde od poloviny 17. do poloviny 19. století. V moderní době byl stejný význam dramatu na hudbu zprostředkován italským slovem s řeckým kořenem melodram (od μέλος = píseň nebo hudba + δρᾶμα = scénická akce). Dramma per musica nikdy neznamenalo „drama prostřednictvím hudby“, natož hudební drama. 
Dramma per musica byla tedy původně (v Itálii v 17. století) dramatizovaná poezie konkrétně napsaná za účelem vytvoření hudby, jinými slovy libretem pro operu, obvykle vážnou operu (libreto určené pro operu buffu, tj. komickou operu by se nazývalo dramma giocoso). Termín se rozšířil i pro operu nebo opery, které byly složeny na libreta, a skladatelé občas dávali přednost variacím, dramma in musica, která zdůrazňovala hudební prvek.
V 18. století se tyto termíny společně s dramma musicale staly nejčastěji používanými  pro popis vážné italské opery. Tyto jsou dnes známy jak opera seria, termín, který se ještě málo používal v době jejich vzniku.
Termín se používal ještě na počátku 19. století poté, co Gluckovy reformy účinně ukončily dominanci opera seria: například některé z Rossiniho pozdějších vážných oper byly označeny jako „dramma in musica“. 
Příklady drammi per musica jsou např. Cavalliho Xerxe (1654), Erismena (1656), Vivaldiho Tito Manlio (1719), Myslivečekův Bellerofontés (1767), Gluckova Paride ed Elena (1770), Salieriho Armida (1779), Mozartův Idomeneo (1781) a Rossiniho Othello (1816), a další četná libreta napsaná Pietrem Metastasiem. 